# یواس‌ان‌اس تیپاکنو (تی-ای‌او-۱۹۹)
یواس‌ان‌اس تیپاکنو (تی-ای‌او-۱۹۹) (به انگلیسی: USNS Tippecanoe (T-AO-199)) یک کشتی به طول ۶۷۷ فوت (۲۰۶ متر) است. این کشتی در سال ۱۹۹۲ ساخته شد.